# Π-π-Wechselwirkung
π-π-Wechselwirkungen sind Kräfte, die zwischen π-Systemen von Molekülen auftreten. Nicht-kovalente Wechselwirkungen zwischen π-Systemen, insbesondere aromatischen Ringen, sind ein nach wie vor aktuelles Forschungsgebiet der Chemie. Dies liegt zum einen daran, dass π-π-Wechselwirkungen, neben Anionen-π, Kationen-π und X-H-Wechselwirkungen für viele chemische und biochemische Phänomene sowie für die Materialwissenschaften wichtig sind.  Zum anderen ist das Forschungsinteresse darin begründet, dass die Natur der Wechselwirkung noch nicht vollständig verstanden ist. Tatsächlich herrscht nicht einmal Konsens darüber, ob es überhaupt spezielle π-π-Wechselwirkungen gibt.
Die Basis für die Beschreibung von π-π-Wechselwirkungen lieferte das 1990 von Hunter und Sanders entwickelte Modell, welches jedes Atom wie einen lokalen Quadrupol behandelt, der aus dem positiv geladenen Kern und zwei negativen Ladungen über und unter der Molekülebene (die durch die π-Elektronen entstehen) gebildet wird. Nach diesem Modell bestimmt die Wechselwirkung der Quadrupole der beteiligten Moleküle die bevorzugte Geometrie und den Effekt des Substituenten darauf.
Diese und analoge darauf aufbauende Modelle haben sich als sehr nützlich für die Rationalisierung und Vorhersage experimentell angetroffener Anordnungen erwiesen. Die π-Systeme ordnen sich demnach bevorzugt T-förmig oder parallel zueinander an. Bei paralleler Anordnung stapeln sich ladungsidentische Systeme achsenversetzt. Bei komplementären Quadrupolmomenten (Benzol/Hexafluorbenzol) stapeln sich die Bindungspartner ohne Versatz. Die Bindungsstärke wird typischerweise angegeben mit bis zu 50 kJ·mol−1.
Allerdings haben die genannten Modelle mehrere Nachteile und es gibt Fälle, in denen sie versagen. In dem Maße, in dem hoch-akkurate Berechnungsmethoden wie CCSD(T) oder SAPT auf Systeme einer relevanten Größe anwendbar wurden, wurde damit begonnen, die Bindungssituation theoretisch fundiert zu untersuchen. Es wurde festgestellt, dass die prototypischen Sandwich- und parallel verschobenen Konfigurationen des Benzoldimers in erster Linie durch Dispersionswechselwirkungen gebunden sind und dass die Abnahme der Austauschabstoßung für die höhere Stabilität des verschobenen Isomers verantwortlich ist. Verschiedene Studien zu Substitutionseffekten lieferten Ergebnisse, die den Vorhersagen des Hunter-Sanders-Modells widersprachen. Wheeler und Houk schlugen vor, dass die Substituenten-Effekte nicht durch eine Veränderung der -Elektronendichte, sondern fast ausschließlich durch direkte Wechselwirkungen zwischen dem Substituenten und dem benachbarten Scheitelpunkt des benachbarten Moleküls wirken. Somit wird das Hunter-Sanders-Modell in der Literatur derzeit in Frage gestellt.